# Liste der denkmalgeschützten Objekte in Lochau
Die Liste der denkmalgeschützten Objekte in Lochau enthält die 15 denkmalgeschützten, unbeweglichen Objekte der Gemeinde Lochau im Vorarlberger Bezirk Bregenz.

## Denkmäler
| Foto |                 | Denkmal                                                                                        | Standort                                | Beschreibung | Metadaten |
| ---- | --------------- | ---------------------------------------------------------------------------------------------- | --------------------------------------- | --- | --- |
| ja   | Datei hochladen | Burgruine Alt-Hofen HERIS-ID: 5652 Objekt-ID: 1523                                             | Althofenweg Standort KG: Lochau         | Die Burg Alt-Hofen, vermutlich identisch mit der verschollenen Burg Alt-Lochen, war 1186 Stammsitz der „Ritter von Lochen“, gelangte ab 1400 durch Verschwägerung im Besitz der „Edlen Herren von Raitenau“ und wurde 1452 gemeinsam mit der benachbarten Ruggburg von den Aufgeboten der schwäbischen Städte gegen Hans von Rechberg zerstört. | BDA-Hist.: Q37846295 Status: Bescheid Stand der BDA-Liste: 2025-06-30 Name: Burgruine Alt-Hofen GstNr.: 393, 394, 395/1, 395/2 Burgruine Alt-Hofen bei Lochau Vbg                                                             |
| ja   | Datei hochladen | Rhombergkaserne, ehem. Kaiserstrandhotel HERIS-ID: 5667 Objekt-ID: 1538                        | Am Kaiserstrand 1 Standort KG: Lochau   | Die ehemalige Rhombergkaserne beherbergt heute wieder ein Seehotel am Kaiserstrand. | BDA-Hist.: Q20164690 Status: Bescheid Stand der BDA-Liste: 2025-06-30 Name: Rhombergkaserne, ehem. Kaiserstrandhotel GstNr.: 111/2, 935 (KG 91103), 111/6, 936 (KG 91103), .366, 1809, 1805/2, 111/5 Seehotel am Kaiserstrand |
| ja   | Datei hochladen | Villa Mauthe HERIS-ID: 5657 Objekt-ID: 1528seit 2020                                           | Bregenzer Straße 43 Standort KG: Lochau | Die Villa Mauthe, ein zweigeschoßiges Anwesen mit siebenachsiger Fensterfront, wurde 1875/1876 für Maria von Auersperg an Stelle eines landwirtschaftlichen Gebäudes errichtet. | BDA-Hist.: Q86255920 Status: Bescheid Stand der BDA-Liste: 2025-06-30 Name: Villa Mauthe GstNr.: .119/1 Villa Mauthe |
| ja   | Datei hochladen | Neue Schanze, Torbau und Keller im Osten HERIS-ID: 5666 Objekt-ID: 1537                        | Bregenzer Straße 55 Standort KG: Lochau | Von dem 1642 zur Verteidigung gegen die heranrückenden schwedischen Truppen errichteten und 1672 weitgehend vernichteten Schanzwerk sind der ehemalige Pulverturm, ein Torbau und ein Keller erhalten geblieben. | BDA-Hist.: Q37846565 Status: Bescheid Stand der BDA-Liste: 2025-06-30 Name: Neue Schanze, Torbau und Keller im Osten GstNr.: .122 Neue Schanze in Lochau Vbg                                                                  |
| ja   | Datei hochladen | Kleindenkmal Langer Stein HERIS-ID: 5665 Objekt-ID: 1536                                       | Bundesstraße Standort KG: Lochau        | Obelisk im spitzen Winkel der Einmündung der Landstraße (Landesstraße L1) in die Lindauer bzw. Bregenzer Straße (Bundesstraße 190) | BDA-Hist.: Q37846523 Status: § 2a Stand der BDA-Liste: 2025-06-30 Name: Kleindenkmal Langer Stein GstNr.: 1695 Kleindenkmal Langer Stein                                                                                      |
| ja   | Datei hochladen | Ansitz, Schloss Hofen HERIS-ID: 5660 Objekt-ID: 1531                                           | Hofer Straße 26 Standort KG: Lochau     | 1584/1585 errichteter Renaissance-Ansitz der Grafen von Raitenau. Geburtsort von Wolf Dietrich von Raitenau (Erzbischof von Salzburg). Nach Nutzung als Reservehospital, Erholungsheim und Privatbesitz heute Landesbildungszentrum. | BDA-Hist.: Q1612108 Status: § 2a Stand der BDA-Liste: 2025-06-30 Name: Ansitz, Schloss Hofen GstNr.: .201/1, 438/3, 438/4 Schloss Hofen                                                                                       |
| ja   | Datei hochladen | Gasthaus zum Adler bzw. Gasthaus Reiner, ehemaliges Landgericht HERIS-ID: 5647 Objekt-ID: 1518 | Hofriedenstraße 1 Standort KG: Lochau   | Freistehendes zweigeschoßiges Gebäude aus dem Jahre 1786 mit Kellersockel und Mansarddach, 5 auf 6 Achsen und Eckpilaster. Im Inneren barocker schmiedeeiserner Ausleger und Stuckdecke. Nutzung bis 1609 als Landgericht, später als Gasthof Adler bzw. ab 1860 Reiner. | BDA-Hist.: Q37846111 Status: Bescheid Stand der BDA-Liste: 2025-06-30 Name: Gasthaus zum Adler bzw. Gasthaus Reiner, ehemaliges Landgericht GstNr.: .1 Brauereigasthof Reiner (Lochau)                                        |
| ja   | Datei hochladen | Villa Gravenreuth HERIS-ID: 5648 Objekt-ID: 1519                                               | Klausberg 3 Standort KG: Lochau         | 1869/1870 errichtete Max Graf von Gravenreuth, der Besitzer der vorgelagerten Burg Klausturm die Villa Gravenreuth mit einer Hauskapelle. | BDA-Hist.: Q1543939 Status: Bescheid Stand der BDA-Liste: 2025-06-30 Name: Villa Gravenreuth GstNr.: .111 Villa Gravenreuth (Lochau Vbg)                                                                                      |
| ja   | Datei hochladen | Klausturm, Sannwald Turm HERIS-ID: 5649 Objekt-ID: 1520                                        | Klausberg 4 Standort KG: Lochau         | Efeuumrankte, zinnenbekrönte, zweistöckige ehemalige Burg, Turm mit Durchfahrt, Park mit wertvollem, altem Baumbestand. Ehemals Teil der Verteidigungsanlagen der Stadt mit historischer Bedeutung während des Dreißigjährigen Krieges, als sich hier Thomas Rhomberg (Vorfahre der bekannten Vorarlberger Familie), an den ein Gedenkstein, der „Rhombergstein“ erinnert, bei der Verteidigung von Bregenz besonders auszeichnete. Burg und Villa sind seit 1928 im Besitz der Familie Sannwald. | BDA-Hist.: Q37846238 Status: Bescheid Stand der BDA-Liste: 2025-06-30 Name: Klausturm, Sannwald Turm GstNr.: .115 Klausturm (Lochau Vbg)                                                                                      |
| ja   | Datei hochladen | Gasthaus, Weinstube Messmer HERIS-ID: 5668 Objekt-ID: 1539                                     | Landstraße 3 Standort KG: Lochau        | 1866 als Weinstube gegründet und ab 1877 als Gasthaus geführt, war das Lokal bis zur Schließung 2019 mehr als 150 Jahre in Betrieb. | BDA-Hist.: Q37846616 Status: Bescheid Stand der BDA-Liste: 2025-06-30 Name: Gasthaus, Weinstube Messmer GstNr.: .91/2, 550/1 Weinstube Messmer (Lochau)                                                                       |
| ja   | Datei hochladen | Kath. Pfarrkirche hl. Franz Xaver HERIS-ID: 5646 Objekt-ID: 1517                               | Landstraße 13 Standort KG: Lochau       | Die ursprüngliche Filiale von Bregenz erbaute 1707 eine Xaveriuskapelle welche 1728 geweiht wurde. Die heutige Kirche wurde 1844 mit dem Maurermeister Feuerstein und dem Zimmermeister Gebhard Huber erbaut und 1849 geweiht und 1855 zur Pfarrkirche erhoben. | BDA-Hist.: Q33084326 Status: § 2a Stand der BDA-Liste: 2025-06-30 Name: Kath. Pfarrkirche hl. Franz Xaver GstNr.: .83 Pfarrkirche zum hl. Franz Xaver in Lochau Vorarlberg                                                    |
| ja   | Datei hochladen | Museum/Ausstellungsbau, Schule, Altes Schulhüsle HERIS-ID: 5662 Objekt-ID: 1533                | Landstraße 25 Standort KG: Lochau       | Das Alte Schulhüsle ist das älteste Schulhaus, es wurde bereits in theresianischer Zeit 1775 erbaut. Bis 1900 befand sich darin die Lochauer Schule. 1993–1995 saniert. Heute Museum Ortsgeschichtliche Sammlung Lochau und kulturelle Veranstaltungsstätte. | BDA-Hist.: Q37846499 Status: § 2a Stand der BDA-Liste: 2025-06-30 Name: Museum/Ausstellungsbau, Schule, Altes Schulhüsle GstNr.: .82/1 Altes Schulhüsle in Lochau (Vorarlberg)                                                |
| ja   | Datei hochladen | Volksschule HERIS-ID: 5663 Objekt-ID: 1534                                                     | Landstraße 27 Standort KG: Lochau       | Der Bau der Volksschule begann im Winter 1899. Sie sollte das Alte Schulhüsle ersetzen, das für die wachsende Schülerschaft zu klein war. Im November 1900 wurde sie eingeweiht und war bis 1966 als Schule in Betrieb. | BDA-Hist.: Q37846511 Status: § 2a Stand der BDA-Liste: 2025-06-30 Name: Volksschule GstNr.: .244 Alte Schule (Lochau) |
| ja   | Datei hochladen | Bauernhof (Anlage) HERIS-ID: 5650 Objekt-ID: 1521                                              | Spehler 10 Standort KG: Lochau          | 1998 renovierter alter Bauernhof | BDA-Hist.: Q37846252 Status: Bescheid Stand der BDA-Liste: 2025-06-30 Name: Bauernhof (Anlage) GstNr.: .79 Bauernhof Spehler 10 in Lochau Vbg                                                                                 |
| ja   | Datei hochladen | Ansitz Wellenstein HERIS-ID: 5651 Objekt-ID: 1522                                              | Wellenstein 1 Standort KG: Lochau       | Um 1555 für den Bregenzer Patrizier Ulrich Reutin (ab 1559 von Wellenstein) erbaut. Bis 1791 Eigentum verschiedener Bregenzer Patrizier; danach in bäuerlichem und bürgerlichem Besitz. Zweigeschoßiger Rechteckbau unter Satteldach mit einem aus der Nordostecke ausspringenden dreigeschoßigen quadratischem Turm mit welscher Haube. | BDA-Hist.: Q37846265 Status: Bescheid Stand der BDA-Liste: 2025-06-30 Name: Ansitz Wellenstein GstNr.: .103 Ansitz Wellenstein                                                                                                |